# Anne Spiegel
Anne Spiegel (pronunciado /ˈanə ˈʃpiːɡl̩/) (Leimen, Baden-Wurtemberg, Alemania; 15 de diciembre de 1980) es una política alemana del partido político Alianza 90/Los Verdes.
Durante 2021, Spiegel se desempeñó como viceministra-presidenta y ministra de Protección del Clima, Medio Ambiente, Movilidad, Energía y Bosques en el gobierno estatal de Renania-Palatinado. Anteriormente, fue ministra de Familia, Mujer, Juventud, Integración y Protección al Consumidor en el segundo gabinete de la ministra-presidenta Malu Dreyer de 2016 a 2021. Fue una destacada líder juvenil en Alemania durante la década de 2000.
Spiegel fue elegida por primera vez para el Landtag de Renania-Palatinado en las elecciones estatales de 2011 y reelegida en 2016. Fue la principal candidata de los Verdes en las elecciones estatales de Renania-Palatinado de 2021. El 25 de noviembre de 2021, fue nominada por la junta federal de los Verdes como Ministra Federal de Asuntos de la Familia, Personas Mayores, Mujeres y Juventud en el gabinete de Scholz. Asumió el 8 de diciembre de 2021 y dejó el cargo el 25 de abril de 2022, tras verse obligada a renunciar por un escándalo.

## Vida personal
Spiegel creció en Espira y Ludwigshafen, y asistió a la escuela primaria Albert Schweitzer. Luego estudió política, filosofía y psicología en Darmstadt, Maguncia, Mannheim y Salamanca hasta 2007. En la primavera de 2007, se graduó como Maestra en Artes de la Universidad de Maguncia con una especialización en ciencias políticas y una especialización en filosofía y psicología. Luego trabajó como profesora de idiomas en Maguncia, Mannheim y Heidelberg de 2008 a 2010.
Spiegel vive en Espira con su esposo, que es escocés, y sus cuatro hijos.

## Carrera política

### Política juvenil
Spiegel fue miembro de la junta de la Juventud Verde de Renania-Palatinado entre 1999 y 2002, incluidos dos años como portavoz de la junta. Luego sirvió en la junta federal de la Juventud Verde hasta 2004.
En 2005, Spiegel se convirtió en el primer delegado juvenil alemán ante la ONU. En otoño de 2005 representó a los jóvenes de Alemania en la Asamblea General de las Naciones Unidas, donde también se reunió con el entonces Secretario General de las Naciones Unidas, Kofi Annan.

### Política de Estado
En las elecciones estatales de Renania-Palatinado de 2006, Spiegel fue la candidata de los Verdes en el distrito electoral de Ludwigshafen am Rhein, y la número 7 en la lista del partido. El partido no alcanzó el umbral electoral del 5% y no consiguió ningún escaño.
En las elecciones estatales de 2011, Spiegel fue la candidata de los Verdes en el distrito electoral de Espira. Obtuvo el 17,1 % de los votos, situándose en tercer lugar detrás de los candidatos de la CDU y el SPD. Fue tercera en la lista del partido y fue elegida cómodamente como una de los 18 diputados de los Verdes, convirtiéndose en líder adjunta del grupo parlamentario del partido en el nuevo Parlamento. Se desempeñó como portavoz de la política de mujeres, integración, migración y refugiados. De 2014 a 2016, Spiegel también sirvió en el ayuntamiento de Espira.
En las elecciones estatales de 2016, volvió a ser la candidata de los Verdes en Espira, esta vez ganando con el 10,4 % de los votos. Nuevamente fue elegida tercera en la lista del partido. Después de que los Verdes entraran en un gobierno de coalición con el Partido Socialdemócrata y el Partido Demócrata Libre, Spiegel fue nombrado ministro de Familia, Mujer, Juventud, Integración y Protección al Consumidor en el segundo gabinete de Dreyer. Ella renunció al Parlamento para unirse al gabinete, siendo sucedida por Pia Schellhammer.

### Ministerio estatal
Como Ministra de Familia, Spiegel continuó el trabajo de su predecesora Irene Alt en la defensa del matrimonio homosexual, haciendo campaña para votar en el Bundestag sobre el tema. En noviembre de 2016, escribió una carta de protesta a Norbert Lammert, entonces presidente del Bundestag. La iniciativa emprendida por Spiegel condujo a la introducción y aprobación de la Ley que introduce el derecho al matrimonio de personas del mismo sexo en junio de 2017.
En noviembre de 2018 representó al gobierno federal alemán en la Conferencia de mujeres parlamentarias sobre el tema "100 años de sufragio femenino" en Londres. Allí también se reunió con la entonces primera ministra del Reino Unido, Theresa May. En la reunión, Spiegel la instó a prevenir el Brexit.

### Ministerio federal
En diciembre de 2021, Spiegel asumió como Ministra Federal de Familia, Tercera Edad, Mujeres y Juventud en el Gabinete Scholz.
Durante la inundación en Renania-Palatinado en 2021, Spiegel era Ministra de Medio Ambiente del Estado. Estaba de vacaciones en Francia durante el desastre. Spiegel había declarado que había asistido a una reunión de gabinete en Renania-Palatinado durante sus vacaciones, pero eso no era cierto. A partir de marzo de 2022, ya ejerciendo como Ministra Federal de Familia, Spiegel fue fuertemente criticada porque los documentos internos revelaron que estaba más preocupada por una buena imagen de su ministerio que por asumir responsabilidades tras el desastre.
Anne Spiegel renunció a su cargo de Ministra Federal de Familia el 11 de abril de 2022. Dijo en un comunicado que “debido a la presión política, decidí hoy poner a disposición la oficina del Ministro Federal de Familia. Estoy haciendo esto para evitar daños al cargo, que se enfrenta a importantes desafíos políticos". No mencionó ningún error propio en la declaración. Fue sucedida en el cargo a partir del 25 de abril por Lisa Paus.